# Cuevas de Talava
Cuevas de Talava (en inglés: Talava Caves) es un el nombre que recibe un sistema de cuevas y arcos naturales situados al noroeste de la isla de Niue, cerca de la localidad de Hikutavake.
Al acceder a las cuevas, no hay mucho espacio libre para estar de pie y una estalagmita gigante divide 2 rutas que conducen a un mismo lugar, las rocas presentan diversos colores y algunos espacios son resbaladizos.